# جورج تي كونواي الثالث
جورج تي كونواي الثالث (بالإنجليزية: George T. Conway III)‏ هو محامي أمريكي، ولد في 2 سبتمبر 1963 في بوسطن في الولايات المتحدة.